# Apremont-sur-Allier
Apremont-sur-Allier település Franciaországban, Cher megyében. Lakosainak száma 67 fő (2022. január 1.). Apremont-sur-Allier La Chapelle-Hugon, Cuffy, La Guerche-sur-l’Aubois, Neuvy-le-Barrois, Gimouille és Saincaize-Meauce községekkel határos.

## Népesség
A település népességének változása:
| Lakosok száma | 180  | 106  | 87   | 78   | 73   | 71   | 71   | 71   | 69   | 67   |
|               | 1968 | 1982 | 1999 | 2006 | 2011 | 2015 | 2017 | 2018 | 2020 | 2022 |